# Alectryon macrococcum
Alectryon macrococcum är en kinesträdsväxtart som beskrevs av Ludwig Radlkofer. Alectryon macrococcum ingår i släktet Alectryon och familjen kinesträdsväxter. Utöver nominatformen finns också underarten A. m. auwahiensis.